# Исаков, Борис Иванович
Борис Иванович Исаков (Искаков) (1934—2016) — советский и российский учёный и общественный деятель, доктор экономических наук, профессор, первый президент Международной славянской академии наук, образования, искусств и культуры.
Автор более 300 научных работ по экономике, статистике, физике, в том числе около 30 монографий.

## Биография
Родился 14 ноября 1934 года.
В 1957 году окончил Московский физико-технический институт. Работал в Академии наук СССР, был директором Центрального проектно-технологического бюро автоматизированных систем управления медицинской промышленности (ЦПТБ АСУмедпром), заведовал кафедрой статистики в Московском институте народного хозяйства имени Плеханова (МИНХ, ныне Российский экономический университет имени Г. В. Плеханова), с 1999 по 2008 год являлся заведующим кафедрой статистики Московского банковского института (МБИ).
В вузах читал курсы общей теории статистики, социально-экономической статистики, статистики финансов и банковской статистики, экономико-математических методов. Также разработал теорию горения твердых ракетных топлив, концепцию активной статистики, систему демографических и демо-экономических макромоделей; по данным переписей открыл закон повторяемости демографических волн (демоволн). Известны исследования учёного в области обмена слабыми и сверхслабыми энергоинформационными сигналами, им была создана новая научная отрасль — квантовая энергоинформатика с использованием идей квантовой физики и их приложений в энергоинформатике. Под его научным руководством защитилось около 80 кандидатов и докторов наук. Им создана научная школа в области статистики, демографии и экономико-математических методов.
В 1992 году по инициативе Исакова была создана Международная славянская академия, бессменным президентом которой он был до конца жизни.
Б. И. Исаков также занимался общественной деятельностью. Был председателем совета Экологического общества СССР. В 1984—1987 годах входил в патриотическое объединение «Память». В 1989 году участвовал в создании Всесоюзного народно-патриотического фронта и Партии возрождения России (Союз возрождения Отечества). В мае 1993 года вошел в Оргкомитет Конгресса гражданского согласия. Он принимал участие в учреждении в 2003 году и работе Международной академии трезвости.
Умер 26 сентября 2016 года в Москве.
Был награждён международной золотой медалью академика Ф. Г. Углова (2010), Международной медалью «100 лет сухому закону России» (2014) и Международным орденом апостола трезвости М. Д. Челышова (2016).